# Resultados do Carnaval da Baixada Santista em 2020
Resultados do Carnaval da Baixada Santista em 2020.

## Santos

### Grupo Especial
| Colocação | Escola                       | Pontos | Nota                                      | Ref.              |
| --------- | ---------------------------- | ------ | ----------------------------------------- | ----------------- |
| 1.º       | Unidos dos Morros            | 179,6  |                                           | [ 1 ] [ 2 ] [ 3 ] |
| 2.º       | União Imperial               | 179,1  |                                           | [ 1 ] [ 2 ] [ 3 ] |
| 3.º       | X-9                          | 178,9  |                                           | [ 1 ] [ 2 ] [ 3 ] |
| 4.º       | Mãos Entrelaçadas            | 177,8  |                                           | [ 1 ] [ 2 ] [ 3 ] |
| 5.º       | Mocidade Amazonense          | 177,2  |                                           | [ 1 ] [ 2 ] [ 3 ] |
| 6.º       | Real Mocidade Santista       | 177    |                                           | [ 1 ] [ 2 ] [ 3 ] |
| 7.º       | Mocidade Dependente do Samba | 176,5  |                                           | [ 1 ] [ 2 ] [ 3 ] |
| 8.º       | Vila Mathias                 | 176    | Rebaixada para o Grupo de Acesso em 2021. | [ 1 ] [ 2 ] [ 3 ] |

### Grupo de Acesso
| Colocação | Escola       | Pontos | Nota                     | Ref.                    |
| --------- | ------------ | ------ | ------------------------ | ----------------------- |
| 1.º       | Sangue Jovem | 178,3  | Campeã e promovida       | [ 1 ] [ 2 ] [ 3 ] [ 4 ] |
| 2.º       | Brasil       | 178    | Promovida                | [ 1 ] [ 2 ] [ 3 ] [ 4 ] |
| 3.º       | Padre Paulo  | 171,1  | Rebaixada para o Grupo 1 | [ 1 ] [ 2 ] [ 3 ] [ 4 ] |

### Grupo 1
| Colocação | Escola                | Pontos | Nota               | Ref.                    |
| --------- | --------------------- | ------ | ------------------ | ----------------------- |
| 1.º       | Zona Noroeste         | 176,8  | Campeã e promovida | [ 1 ] [ 2 ] [ 3 ] [ 5 ] |
| 2.º       | Imperatriz Alvinegra  | 175,3  | Promovida          | [ 1 ] [ 2 ] [ 3 ] [ 5 ] |
| 3.º       | Bandeirantes do Saboó | 175    |                    | [ 1 ] [ 2 ] [ 3 ] [ 5 ] |
| 4.º       | Império da Vila       | 174,4  |                    | [ 1 ] [ 2 ] [ 3 ] [ 5 ] |

## Itanhaém
Desfilaram Beija-Flor de Itanhaém e União dos Amigos Independentes.